# سانتا کروز ده سوکچوبامبا
سانتا کروز ده سوکچوبامبا (به اسپانیایی: Santa Cruz de Succhabamba) یک شهرک در پرو است که در استان سانتا کروز واقع شده‌است.